# Semljanoj Wal

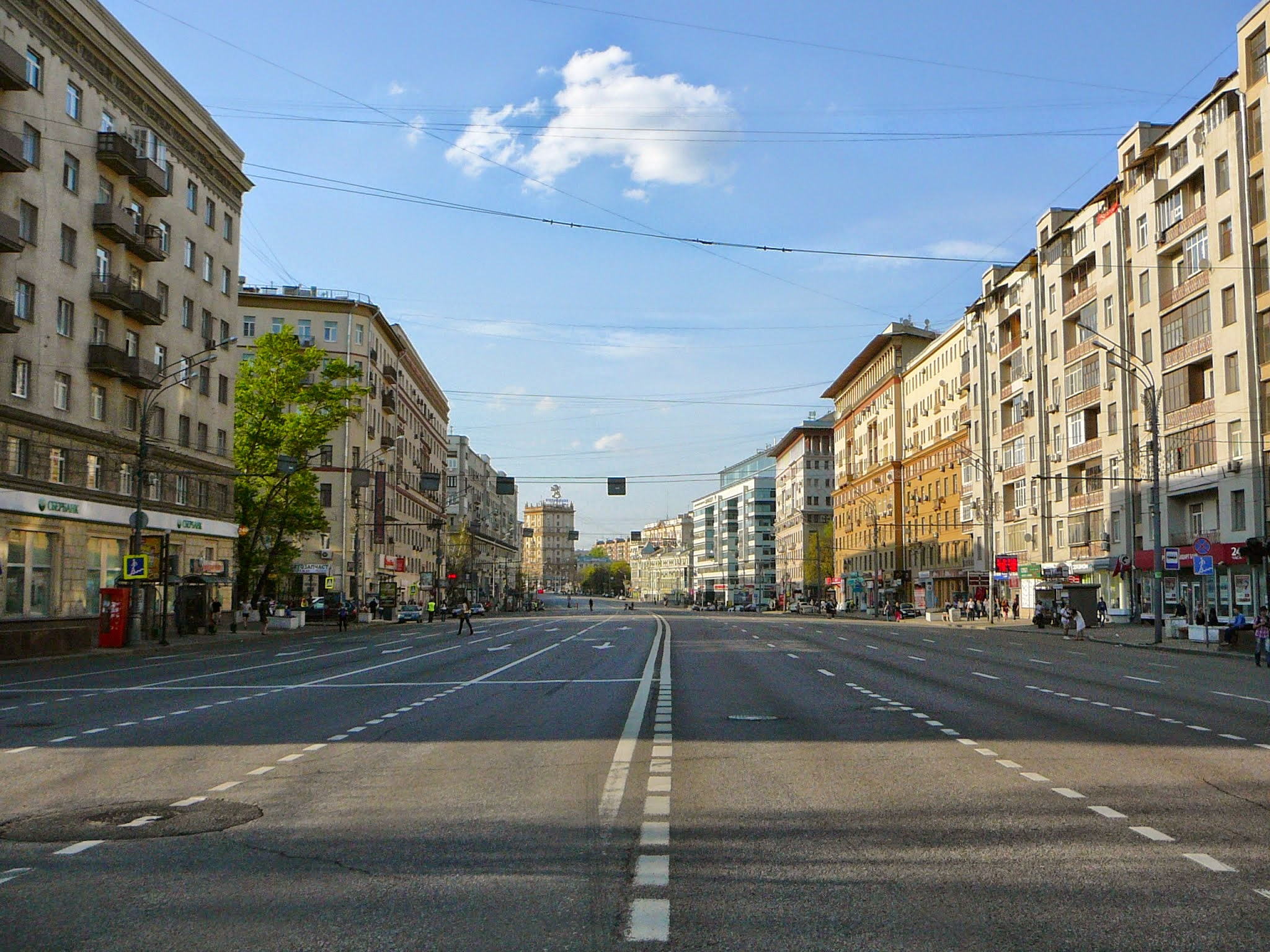
Semljanoj Wal

Die Semljanoj Wal (russ. Земляной Вал) ist eine Teilstraße des Gartenrings im Zentralen Verwaltungsbezirk Moskaus. Sie führt von dem Platz Semljanoj Wal bis zum Taganskaja-Platz. Mit einer Länge von 2,42 km ist sie der größte Abschnitt des Gartenrings. Die Semljanoj Wal überquert den Fluss Jausa über die Wysokojausski-Brücke, und die Nikolojamskaja-Straße über die Uljanowskaja-Hochstraße.

## Geschichte

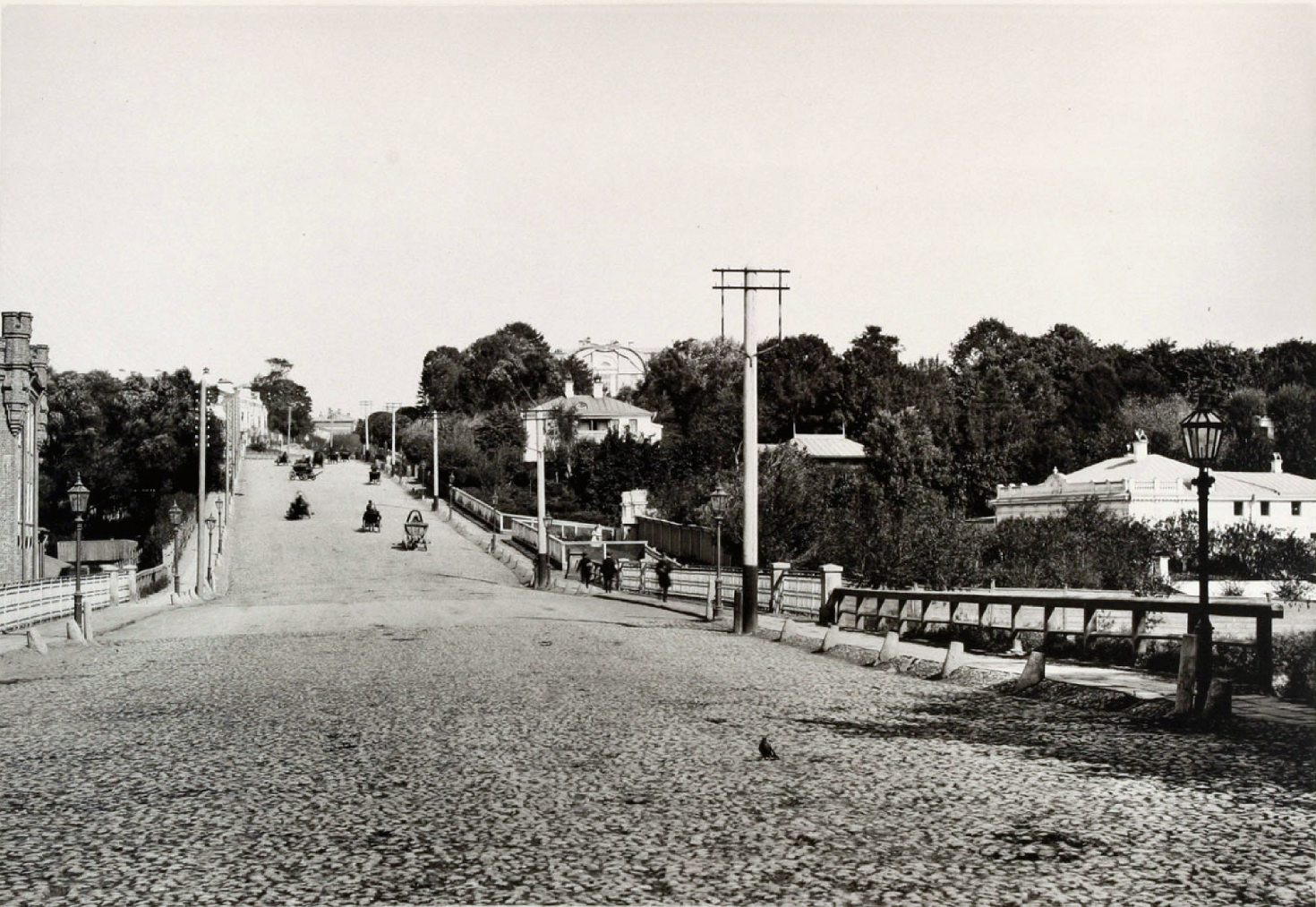
Blick von der Wysokojausski-Brücke (1887)

Semljanoi Wal bedeutet eine Mauer aus Erde. Diese Befestigung wurde um 1592/93 auf Befehl von Boris Godunow erbaut und existierte bis Ende des 18. oder Anfang des 19. Jahrhunderts. Schon im 18. Jahrhundert wurde diese teilweise abgerissen und mit verschiedenen Holzgebäuden bebaut. Durch den Brand von Moskau im Jahr 1812 wurde dieses Gebiet zerstört, und nach einem Rekonstruktionsplan 1816 entstand hier eine neue Straße mit Gärten (russ. Сады, Sady). Ihr Teil nördlich der Jausa bekam die Benennung Sadowaja-Semljanoi Wal, der Teil südlich der Jausa dagegen Sadowaja-Semljanskaja. Um 1873 wurde die Wysokojausski-Brücke gebaut (1963 rekonstruiert). 1935 begann ein umfangreicher Wiederaufbau Moskaus, einschließlich einer Rekonstruktion des Gartenrings. Beide Abschnitte wurden 1938 in Tschkalowskaja-Straße zu Ehren Waleri Tschkalows umbenannt (von 1953 bis 1994 Tschkalowa-Straße). In den 1960ern wurden der Taganski-Tunnel und die Uljanowskaja-Hochstraße erbaut. 1994 bekam die Straße die Benennung Semljanoj Wal. Das architektonische Ensemble der Straße besteht aus Gebäuden aus dem 18. bis 21. Jahrhundert.

## Beschreibung
An der Seite mit den ungeraden Hausnummern befinden sich unter anderem: 
- Hausnummer 1/4 – ein Wohngebäude von 1934 des Architekten A. Kesler. Hier lebten 1930–1940 der Pathologe Alexei Abrikossow, 1934–1953 der Physiker Igor Tamm, sowie der Geiger Boris Goldstein.
- Hausnummer 5 und 7 – zwei Mietshäuser aus dem Anfang des 20. Jahrhunderts von dem Architekten Ernst Nirnsee.
- Hausnummer 21 und 23 – zwei Wohngebäude aus dem Jahr 1938. Hier lebten der Wissenschaftler Sinowi Tschuchanow, der Mathematiker Lew  Schnirelman, der Geologe Nikolai Schatski, der Astronom Wasili Fesenkow und der Flugzeugkonstrukteur Pawel Suchoi.
- Hausnummer 27, Bau 3 – ein Wohngebäude aus dem 18. Jahrhundert.
- Hausnummer 35, Bau 1 – noch ein Wohngebäude aus dem 18. Jahrhundert. Im 19. Jahrhundert gehörte es dem Kaufmann Pjotr Botkin. Sein Sohn, der bekannte Arzt Sergei Botkin, wurde hier geboren.
- Hausnummer 39, Bau 1 – ein Wohngebäude aus dem Jahr 1939–1953.
- Hausnummer 39, Bau 2 – das Wohngebäude wurde im 18. Jahrhundert auf der Stelle eines ehemaligen Herrenhauses aus den 1680er Jahren errichtet. In den 1820er Jahren wurde nochmals übergebaut.
- Hausnummer 53 – Usatschow-Naydjonow-Herrenhaus mit einem Park. Es wurde von Domenico Gilardi, vermutlich mit der Hilfe von Afanasi Grigorjew, im Auftrag der Kaufmanns-Brüder W. und P. Usatschow 1829–1831 gebaut. Ab den 1880er Jahren war es im Besitz des Kaufmanns Naidjonow. Jetzt befindet sich hier das Institut für Sportmedizin. Der Parkbereich umfasst 8,2 ha und ist öffentlich zugänglich.
- Hausnummer 57/6 – Sacharow-Zentrum.

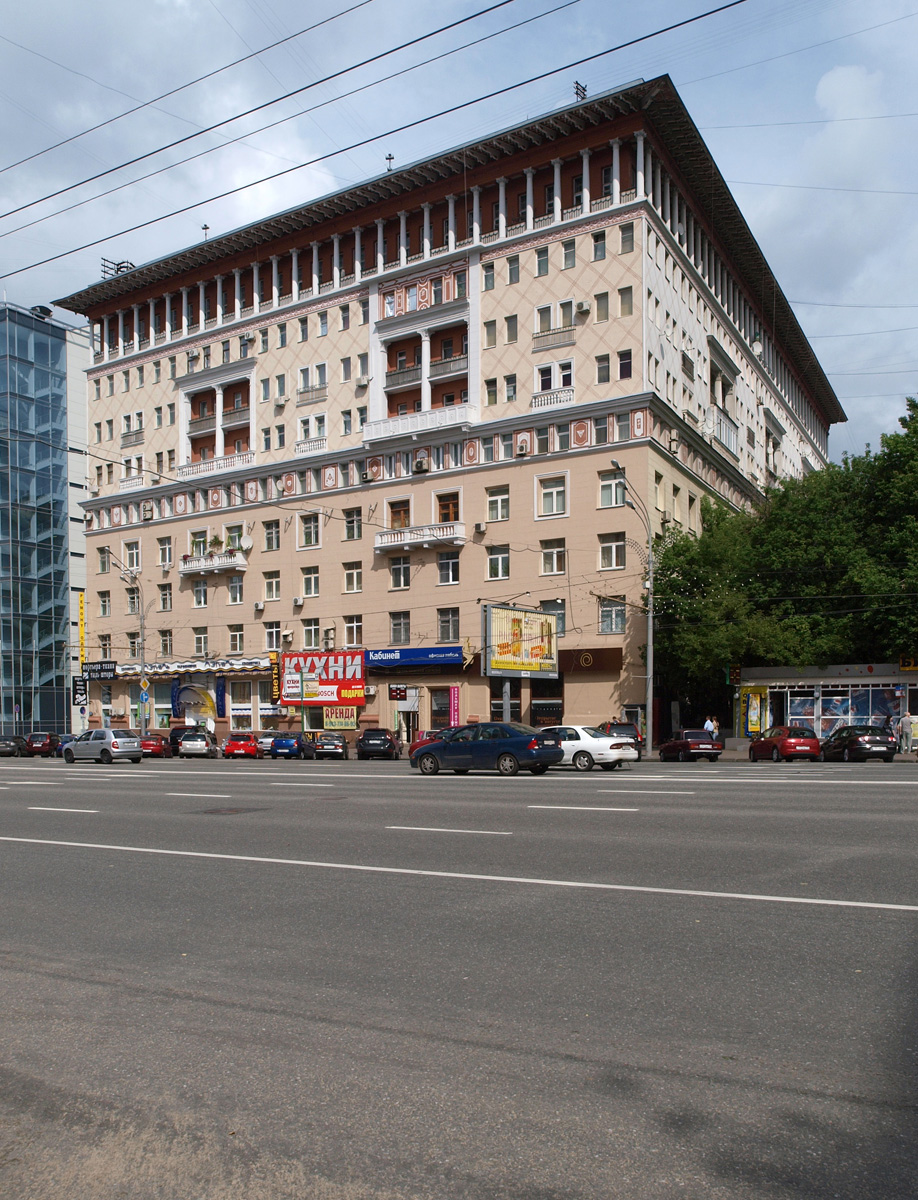
Nr. 21
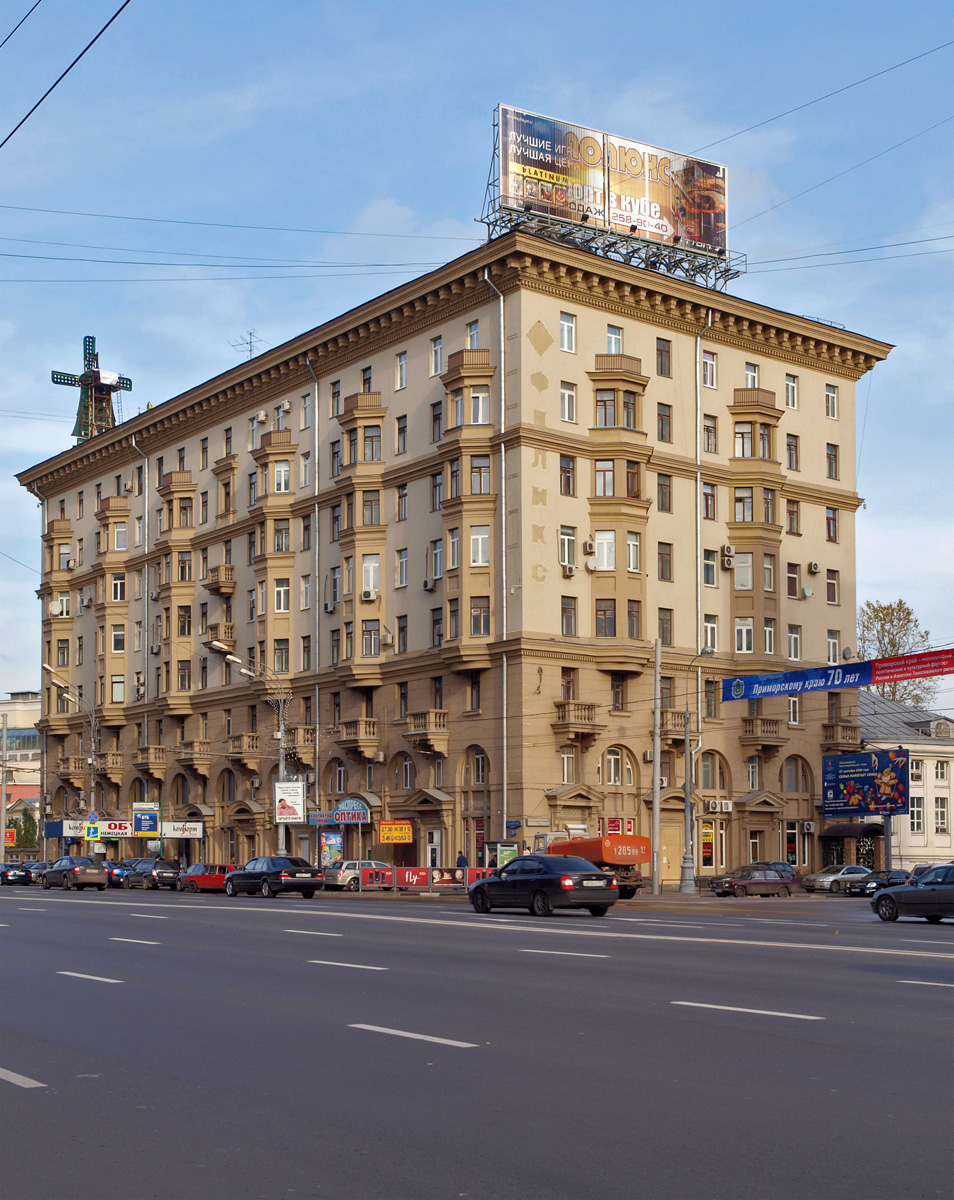
Nr. 39
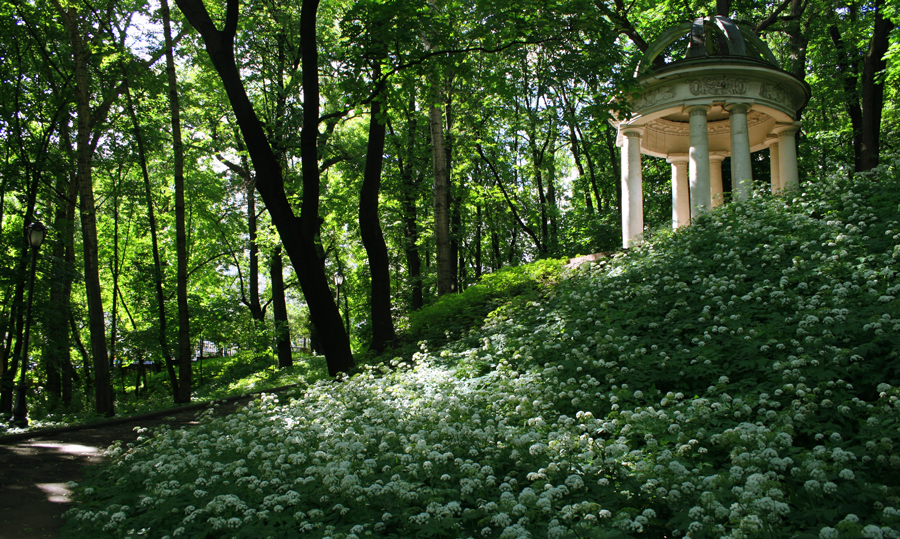
der Park bei Nr. 53
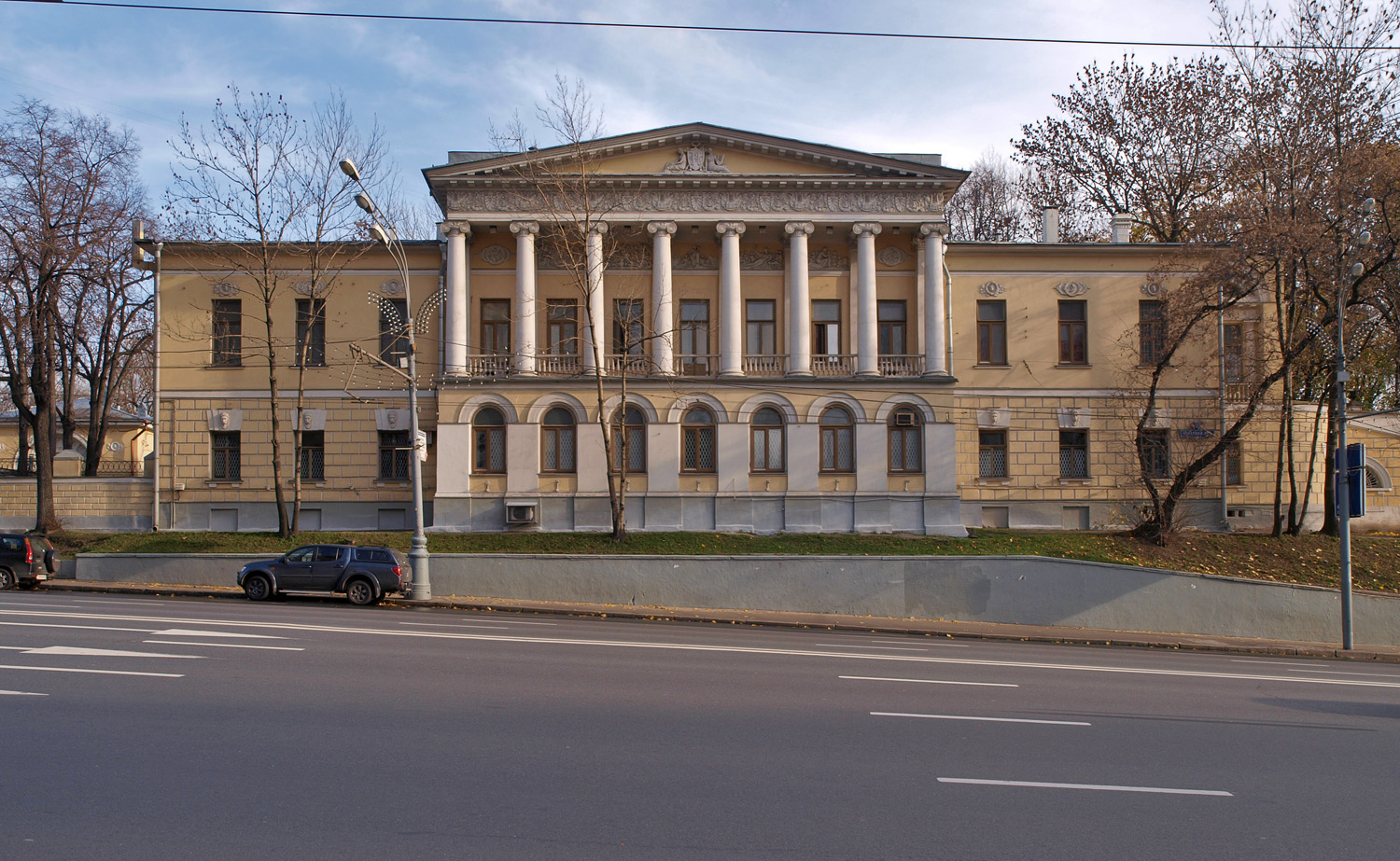
Nr. 53
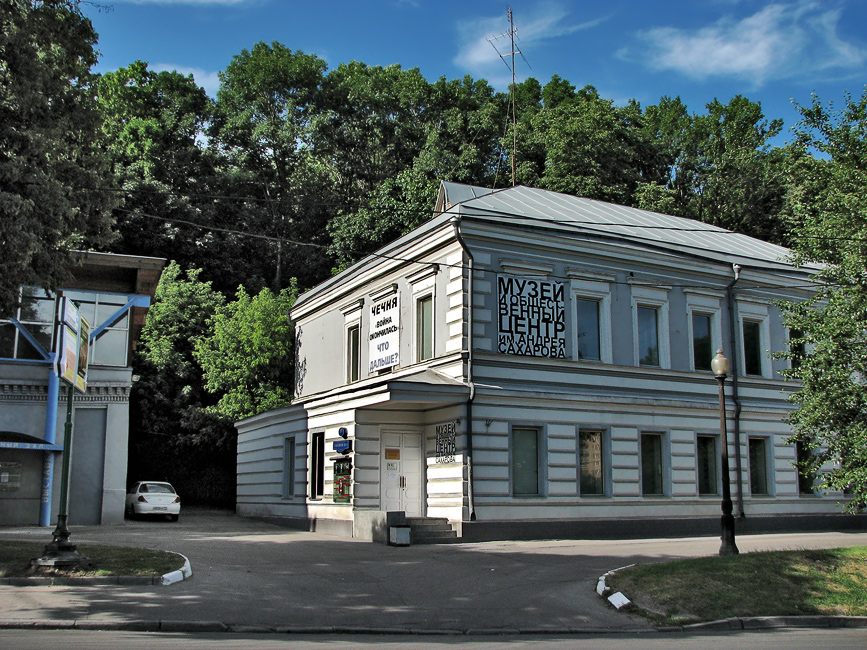
Nr. 57/6
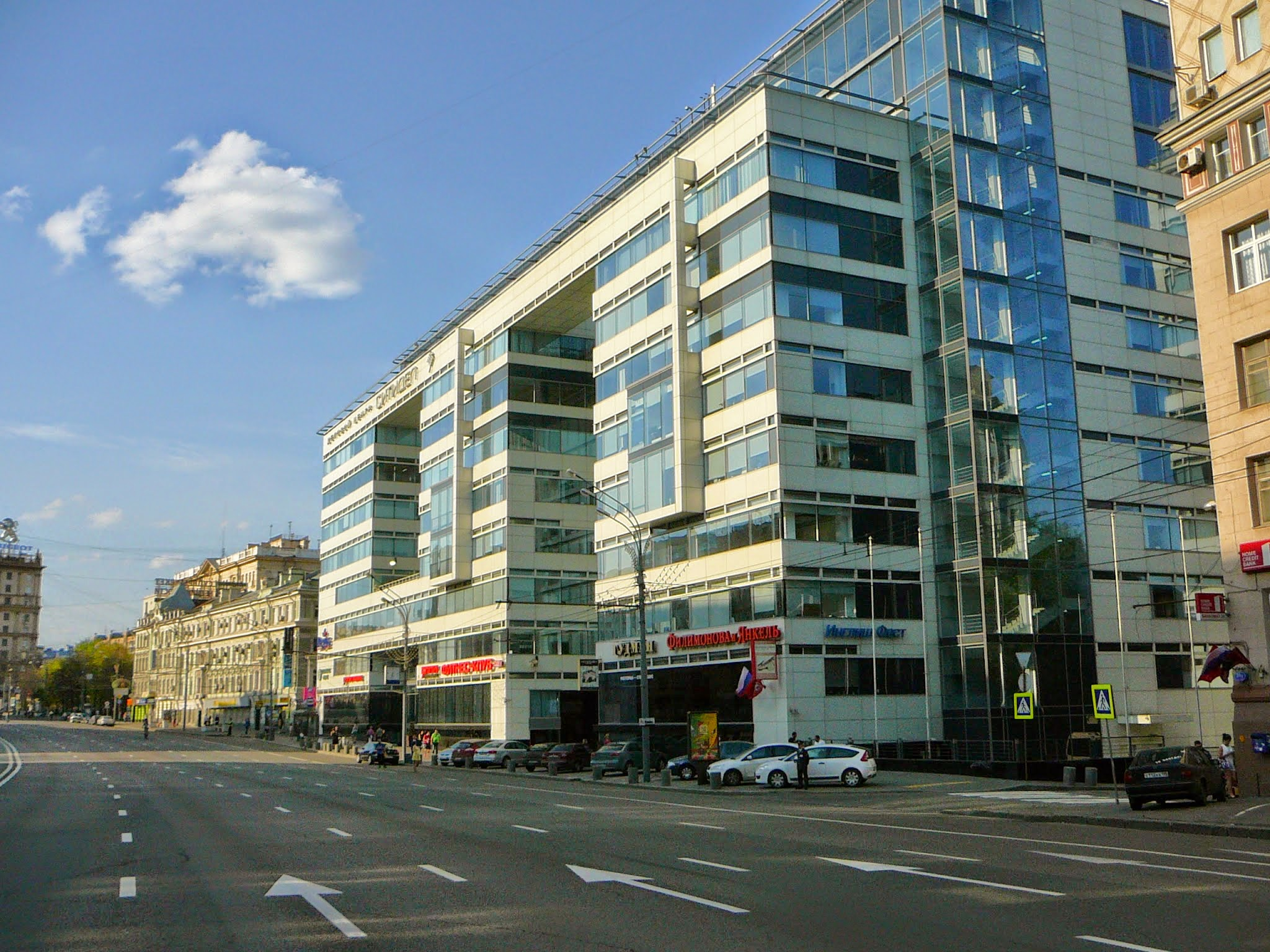
Distrikt Basmanny

An der Seite mit den geraden Hausnummern befinden sich unter anderem: 
- Hausnummer 14–16 – ein Wohngebäude aus dem Jahr 1935 von A. Kesler. Hier lebten der Maler Konstantin Juon, der Pilot Waleri Tschkalow, der Biologe Iwan Schmalhausen, der Arzt Georgi Speranski, der Kinderschriftsteller Samuil Marschak und der Schauspieler Boris Tschirkow.
- Hausnummer 30 – ein Wohngebäude aus dem 19. Jahrhundert.
- Hausnummer 46 – das Wohngebäude für das MGB, erbaut von dem Architekten Ewgeni Rybizki, ein bekanntes Symbol des Stalinistischen Klassizismus. E. Rybizki wurde 1949 mit dem Stalin-Preis ausgezeichnet, aber nach dem Tod Stalins wurde ihm 1955 der Preis wegen angeblicher „Exzesse in der Architektur“ entzogen.[1] Danach kam es zum Ende des Stalinistischen Klassizismus in der UdSSR als ein Teil der von  Chruschtschow initiierten antistalinistischen Kampagne.
- Hausnummer 44 – ein fünfstöckiges Wohngebäude aus dem Jahr 1911. Im Jahr 1953 folgte der Umbau durch eine Geschossaufstockung.
- Hausnummer 66 – ein 1910 bis 1914 von Ernst Nirnsee gebautes Mietshaus.
- Hausnummer 76-78 – das Taganka-Theater.

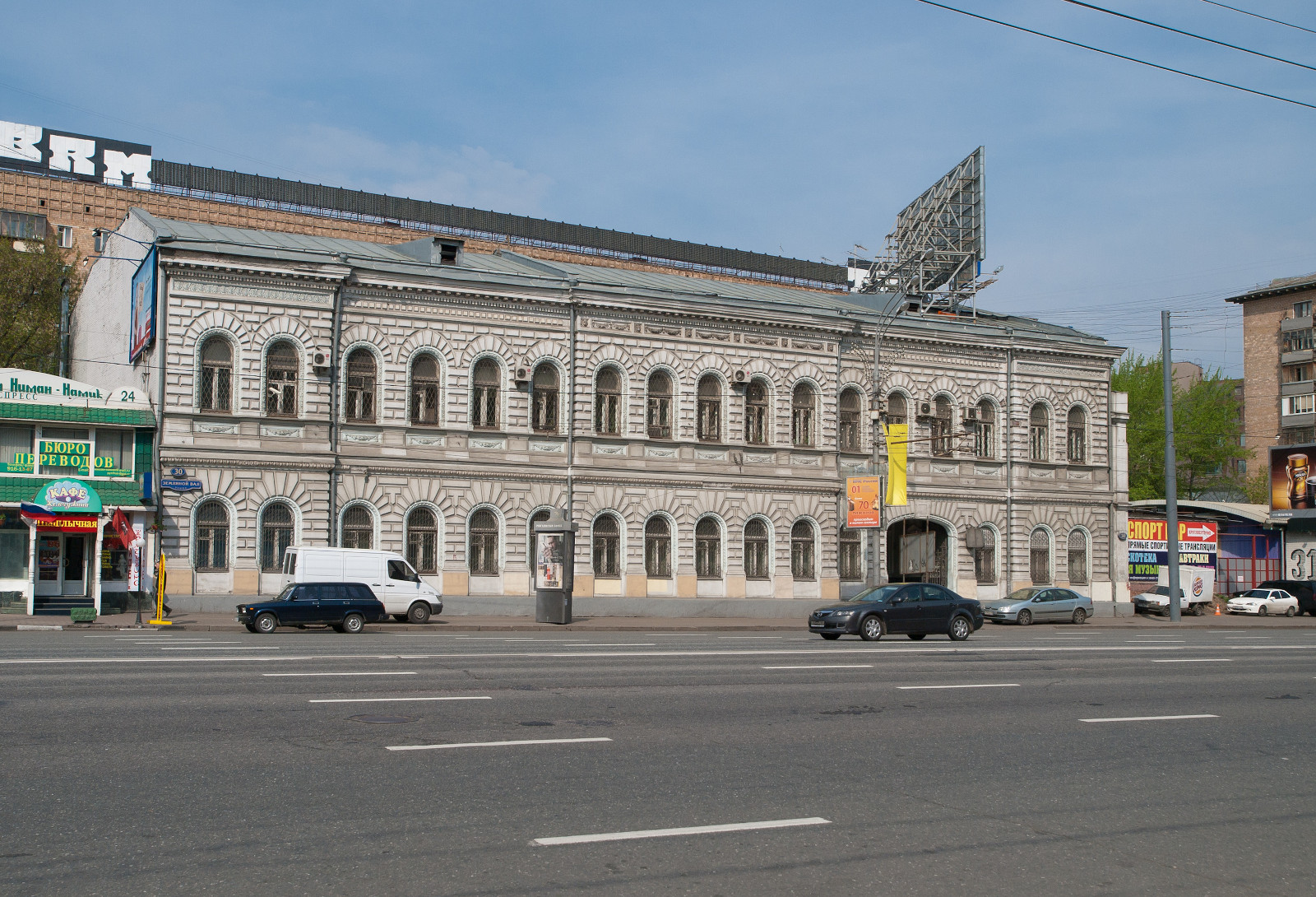
Nr. 30
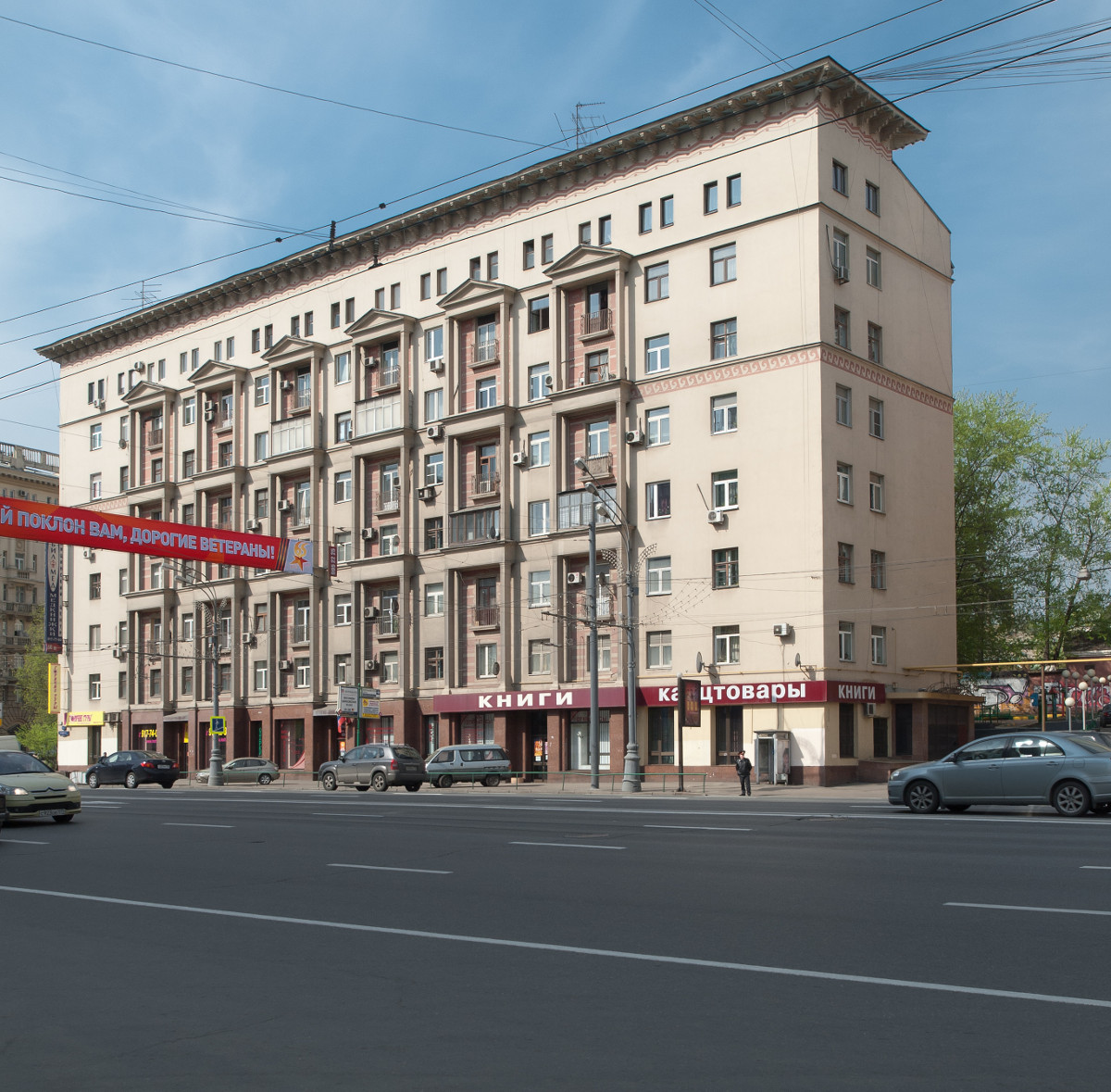
Nr. 38–40
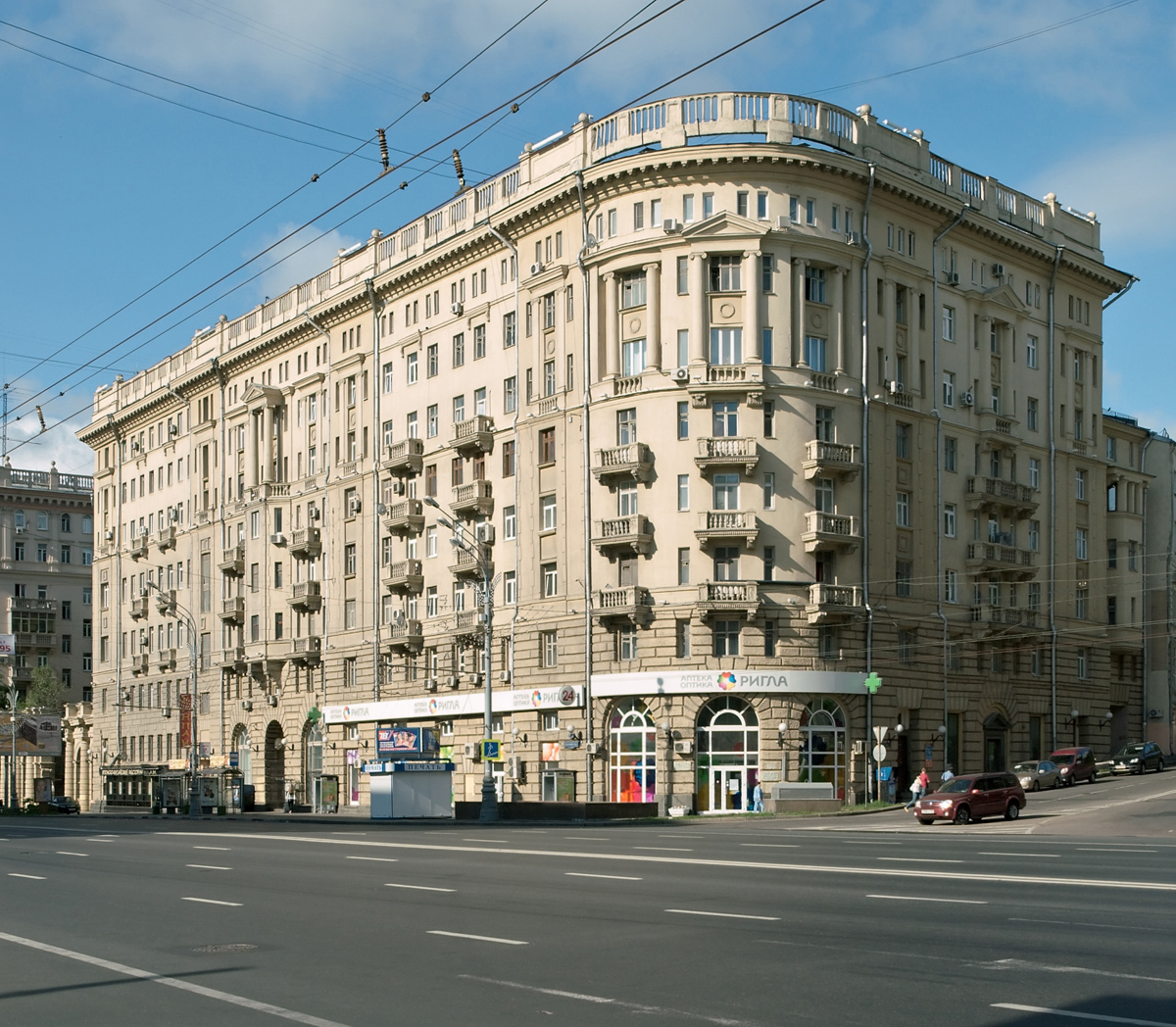
Nr. 44
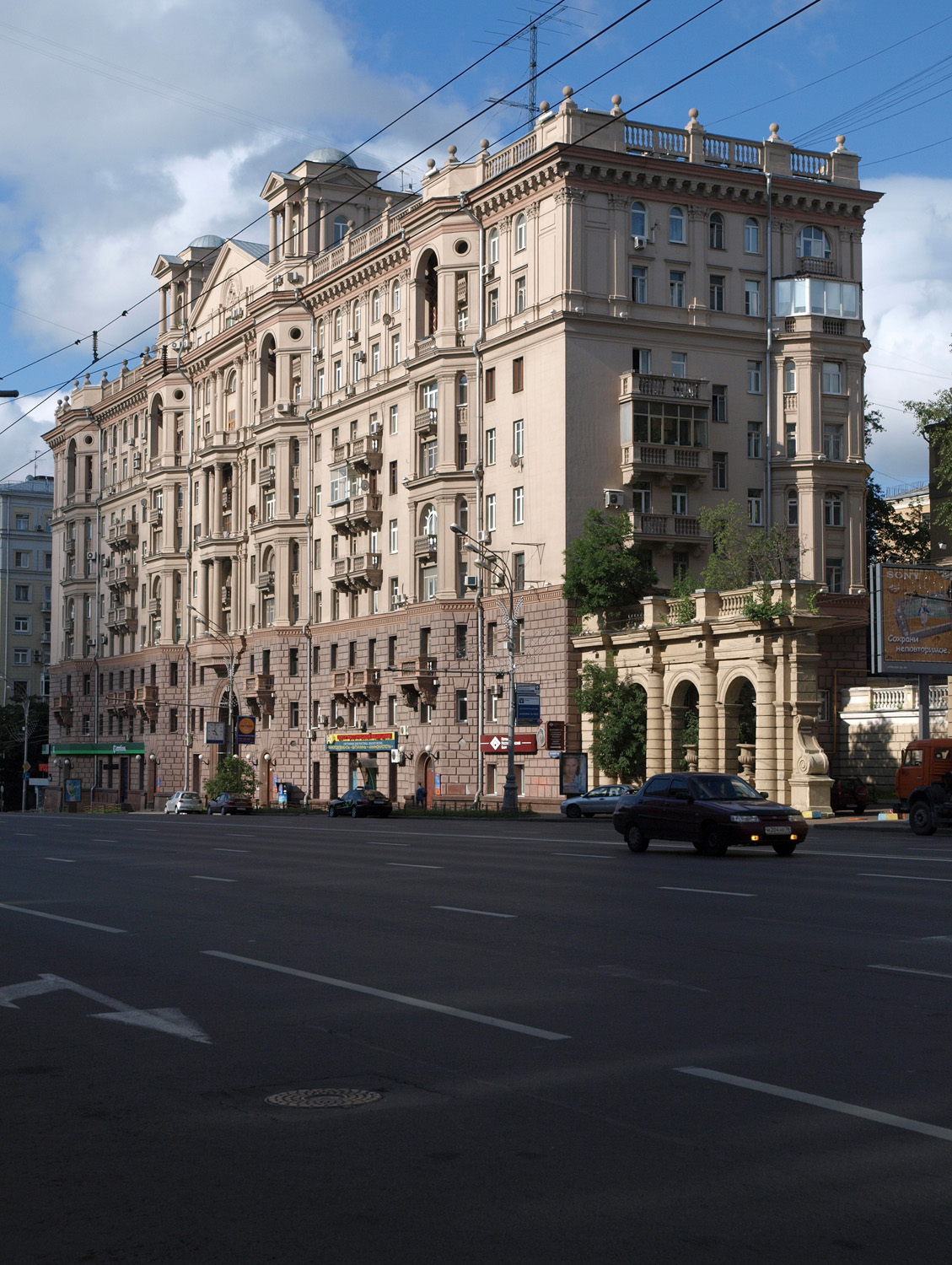
Nr. 46
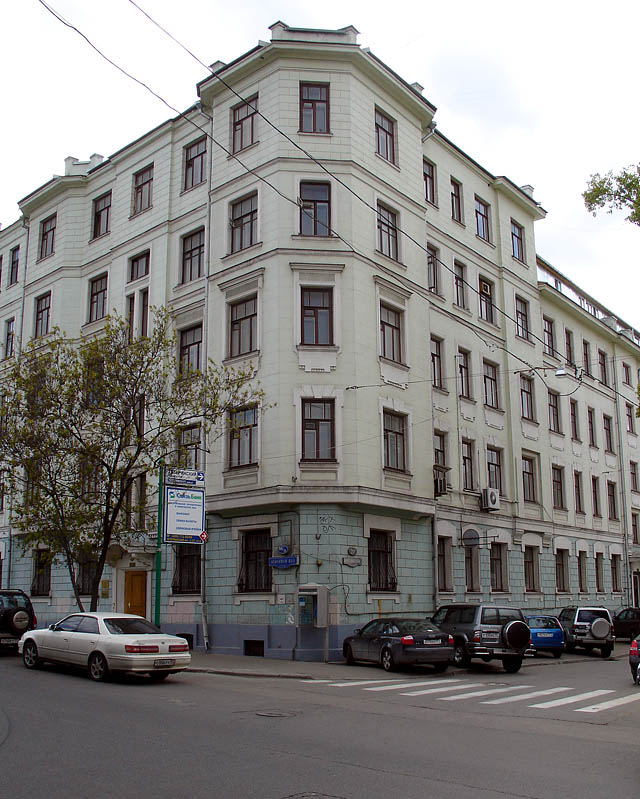
Nr. 66
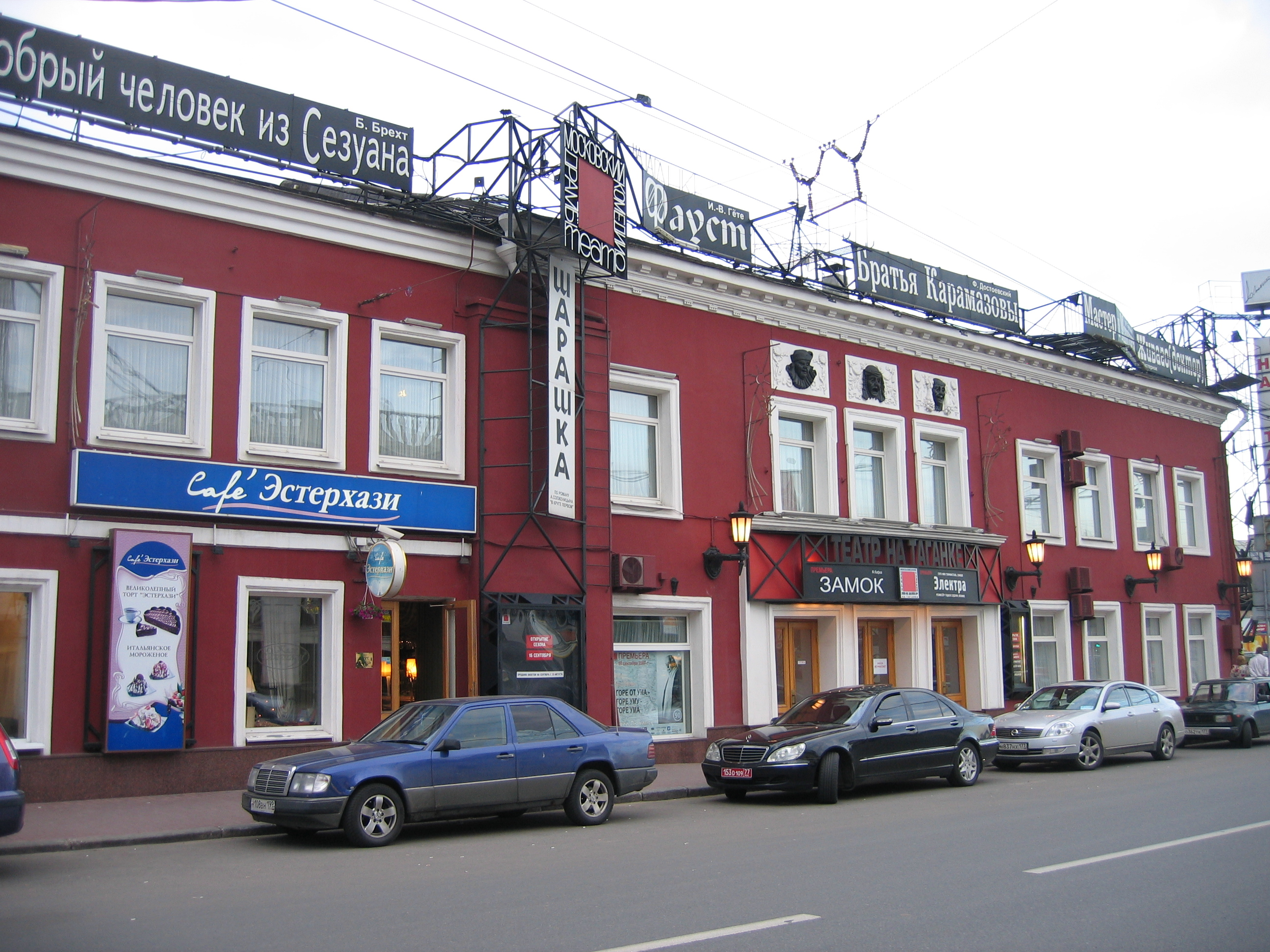
Nr. 76–78